# Destrina
Le destrine, o leiocomi, sono composti chimici derivanti dell'idrolisi parziale dell'amido o del glicogeno.

## Storia
Il nome "destrina" fu attribuito per la prima volta da Jean-Baptiste Biot (1774-1862) ad un preparato a base di amido con un notevole potere rotatorio sulla luce polarizzata.

## Caratteristiche strutturali e fisiche
Si distinguono fondamentalmente in due classi a seconda del grado di degradazione dell'amido:
- le eritodestrine, reagiscono in presenza di iodio e danno una colorazione rossa;
- le arcodestrine, sono così idrolizzate da non reagire più con lo iodio.

Le destrine sono miscele di polimeri di unità di D-glucosio legate da legami glicosidici α-(1→4) o α-(1→6) e hanno una struttura simile all'amilopectina, ma con un peso molecolare medio inferiore. Esistono inoltre quelle che vengono definite ciclodestrine che si formano dall'idrolisi dell'amido da parte di particolari batteri (es. B. macerans) e hanno una struttura toroidale formata da 6-8 residui del glucosio.
L'estensione dell'idrolisi è espressa in termini di "destrosio equivalente" (DE), una misura del potere riducente totale. Le destrine con lo stesso DE possono mostrare differenze in termini di igroscopicità, fermentabilità, viscosità, dolcezza, stabilità, gelificazione, solubilità e biodisponibilità, che possono essere attribuite a caratteristiche strutturali distinte. Sono tutte molecole idrosolubili.

## Sintesi del composto

Destrina

A livello commerciale le destrine vengono prodotte attraverso l'idrolisi acida dell'amido. Il riscaldamento a secco dell'amido in presenza di acidi minerali porta alla formazione di destrine altamente idrolizzate che, a causa della simultanea idrolisi e transglicosilazione, presentano una struttura più ramificata rispetto all'amido originale. A seconda del grado di trattamento, si distinguono:
- destrine bianche,
- destrine gialle,
- gomme britanniche

Questo tipo di riduzione rappresenta una buona alternativa all'ossidazione con ipoclorito, in quanto consente di ottenere prodotti privi di alogenuri organici adsorbibili (< 5 ppm) con ottima stabilità contro la retrogradazione. Questo processo è talvolta chiamato anche "modificazione termica" e sta acquisendo sempre più importanza, specialmente nelle applicazioni di rivestimento, grazie al suo profilo di viscosità favorevole e alla sua reologia. A seconda della fonte dell'amido nativo e delle condizioni di idrolisi, è possibile ottenere diversi tipi di destrine, che presentano proprietà differenti e possono essere adatte a specifiche applicazioni.

## Biochimica
Nell'uomo, l'α-amilasi, presente nella saliva, è in grado di degradare l'amido e produrre destrine.

## Applicazioni
Le destrine sono ampiamente usate in industrie di vario tipo, grazie alla loro non tossicità:
- industria cartaria: rinforzante o in patinatura, base per colle solubili in acqua (es. la celebre Coccoina), adesivi, o validi sostituti della gomma naturale;[5]
- industria alimentare: agenti antiagglomeranti, agenti essiccanti, esaltatori di sapidità, aromatizzanti, umettanti, lubrificanti, ausilio di formulazione, dolcificanti, solventi, stabilizzanti, addensanti (es. E1400)[1][7]
- industria farmaceutica: integratori, soluzioni per la dialisi peritoneale, soluzioni per la somministrazione di farmaci e agenti per la medicazione delle ferite (idrogel);[4][8]
- nell'industria cosmetica: leganti, assorbenti, fragranze e agenti per il controllo della viscosità;[9][10]
- nell'industria tessile[4]
- pirotecnica: eccipienti ai fuochi d'artificio colorati, consentendo a questi ultimi di solidificare con una particolare forma;[11]
- chimica analitica: le ciclodestrine vengono utilizzate come matrici per la separazione di sostanze idrofobiche.[3]